# 国際連合開発計画
国際連合開発計画（こくさいれんごうかいはつけいかく、英語: United Nations Development Programme、略称: UNDP）は、世界の開発とそれに対する援助のための国際連合総会の補助機関である。1965年設立。本部はニューヨーク。常設駐在所は世界132箇所。
開発途上国の経済、社会的発展のために、プロジェクト策定や管理を主に行っている。その中には、資金や技術援助を与えるための調査も含まれる。所得向上や健康改善、さらには民主的な政治、環境問題とエネルギーなど、あらゆる開発に関するプロジェクトが扱われる。実際のプロジェクト実施は、多くの組織や団体、機関などとの連携で行われる。
UNDPの活動に密接に関連する、国際連合ボランティア(UNV)、国際連合資本開発基金(UNCDF)、国際連合婦人開発基金(UNIFEM)の3つは、UNDPに委託されている。
執行理事会は、36ヵ国で構成され、3年の任期で国際連合経済社会理事会より選出される。
1990年以降、毎年各国の開発進捗状況の調査結果をまとめた『人間開発報告書』が出版されている。

## 親善大使
- 紺野美沙子 - 女優、エッセイスト（1998年-2025年）
- ロナウド（2000年）
- ジネディーヌ・ジダン（2001年）
- マリア・シャラポワ（2007年）
- ディディエ・ドログバ（2007年）
- ホーコン (ノルウェー王太子)（2007年）
- アントニオ・バンデラス（2010年）
- 芦田愛菜-俳優（2025年）

## 日本人職員
- 野田章子 総裁補兼危機局長
- ハジアリッチ秀子 駐日代表
- 大塚玲奈　環境専門官

### 元職員
- 中満泉　総裁補兼危機対応局長
- 丹羽敏之　総裁補兼財務管理局長
- 石榑利光　東京事務所長
- 石弘之　上級顧問
- 岡井朝子　総裁補兼危機局長
- 弓削昭子　総裁特別顧問、駐日代表
- 齋藤雅男　エグゼクティブアドバイザー
- 長谷川祐弘
- 西本伴子
- 堀部伸子
- 持田繁
- 山脇啓造
- 大村真樹子
- 秋月弘子
- 片田さおり
- 緒方夕佳（英語版）